# Рут Маєр
Рут Маєр (нім. Ruth Maier; 10 листопада 1920, Відень, Австрія — 1 грудня 1942, Аушвіц, Верхня Сілезія, Польща) — австрійка єврейського походження, яка вела щоденники про життя під час Голокосту в Австрії та Норвегії. У 1942 році була заарештована і депортована в Аушвіц, де загинула в газовій камері. Її нотатки були опубліковані в 2007 році. Маєр називали «норвезькою Анною Франк».

## Біографія
Рут Маєр народилася в 1920 році у Відні в єврейській родині. Її батько, Людвіг Маєр, мав докторський ступінь з філософії та займав керівну посаду в австрійській поштовій і телеграфної службі. Він помер в 1933 році від бешихи. Тоді ж Рут почала вести свій щоденник. Впродовж наступних восьми років вона написала 1100 сторінок щоденника і 300 листів. Дівчина описувала як своє особисте повсякденне життя, так і загалом становище євреїв в Австрії.

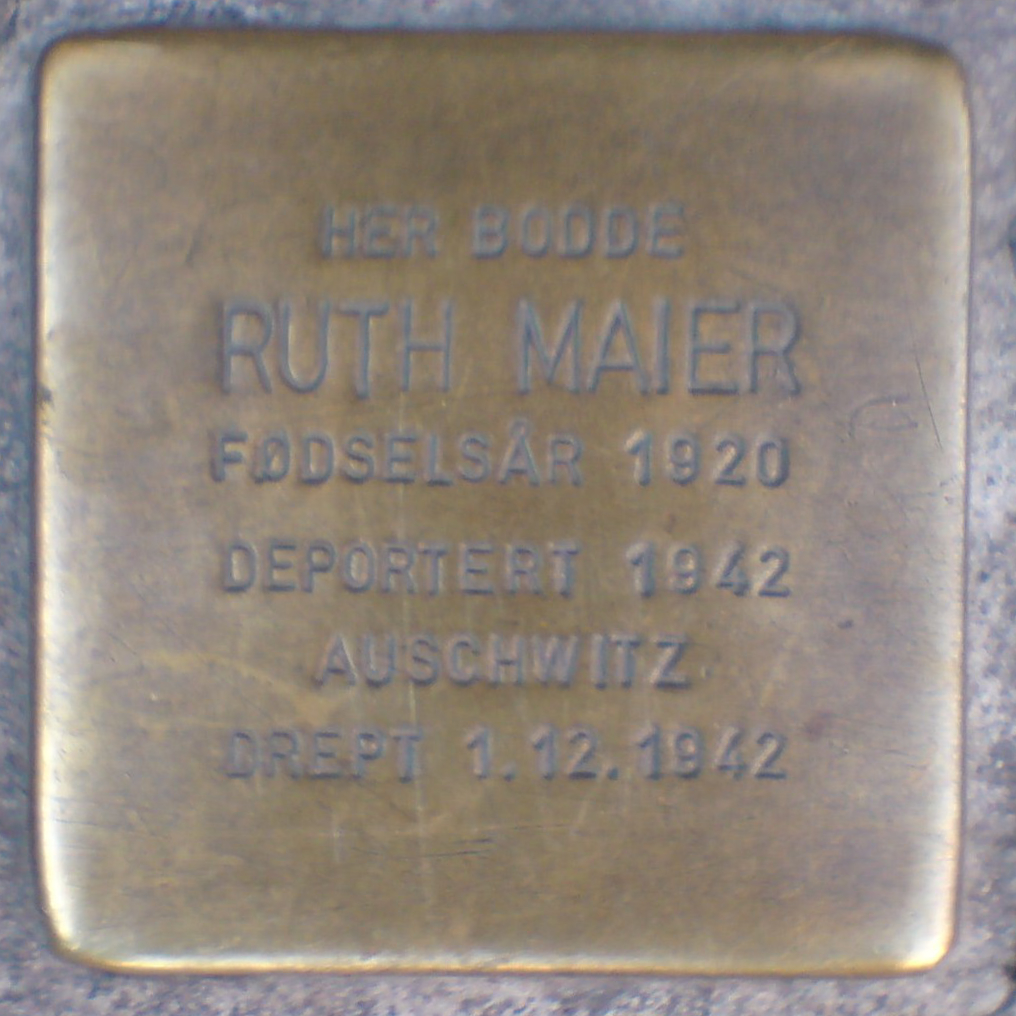
Камінь спотикання на останньому місці проживання Рут Маєр в Осло

### Проживання в Норвегії
З початком Голокосту молодшій сестрі Рут Юдіт вдалося втекти до Великої Британії. Туди ж вирушили мама і бабуся Рут, проте сама дівчина відмовилася їхати з ними з побоюваннями, що не зможе знайти там роботу. Завдяки зв'язкам батька, Рут змогла знайти притулок в Норвегії, куди вона прибула потягом 30 січня 1939 року. Деякий час проживала в норвезькій сім'ї. У Норвегії дівчина закінчила навчання і подружилася з майбутньою поетесою Гунвор Гофмо. Вона була також однією з моделей для створення статуї авторства Ґустава Віґеланна. Маєр вивчила норвезьку мову, займалася написанням щоденника, поезією і живописом. Після встановлення в 1940 році в Норвегії нацистського режиму, Рут вважала помилкою рішення переїхати до цієї країни, рятуючись від переслідувань.

### Депортація в Аушвіц
26 листопада 1942 року Рут Маєр була заарештована в Осло на очах у друзів. Її, разом з іншими євреями, перевезли в Аушвіц. Вона потрапила в концтабір 1 грудня. У той же день її вбили в газовій камері. На той час їй було 22 роки.

## Спадщина
Після загибелі Маєр її подруга Гунвор Гофмо зберегла її щоденники, але їй не вдалося їх опублікувати. Після смерті поетеси в 1995 році нотатки потрапили в руки поета, письменника і перекладача Яна Эріка Волла. Він високо оцінив записи Маєр і порівняв їх з роботами Сьюзен Зонтаґ і Ганни Арендт. Волл редагував щоденники впродовж 10 років. Нарешті, в 2007 році вони були опубліковані й згодом перекладені кількома мовами, в тому числі англійською та російською.
У 2012 році прем'єр-міністр Норвегії Єнс Столтенберг у Міжнародний день пам'яті жертв Голокосту приніс офіційні вибачення за роль країни в депортації євреїв. У своїй промові він згадав історію Рут Маєр.
У 2014 році щоденники Маєр були внесені в програму ЮНЕСКО «Пам'ять світу».
У 2019 році в Нью-Йорку було відкрито виставку, присвячену пам'яті Рут Маєр.